# Aloha ʻOe

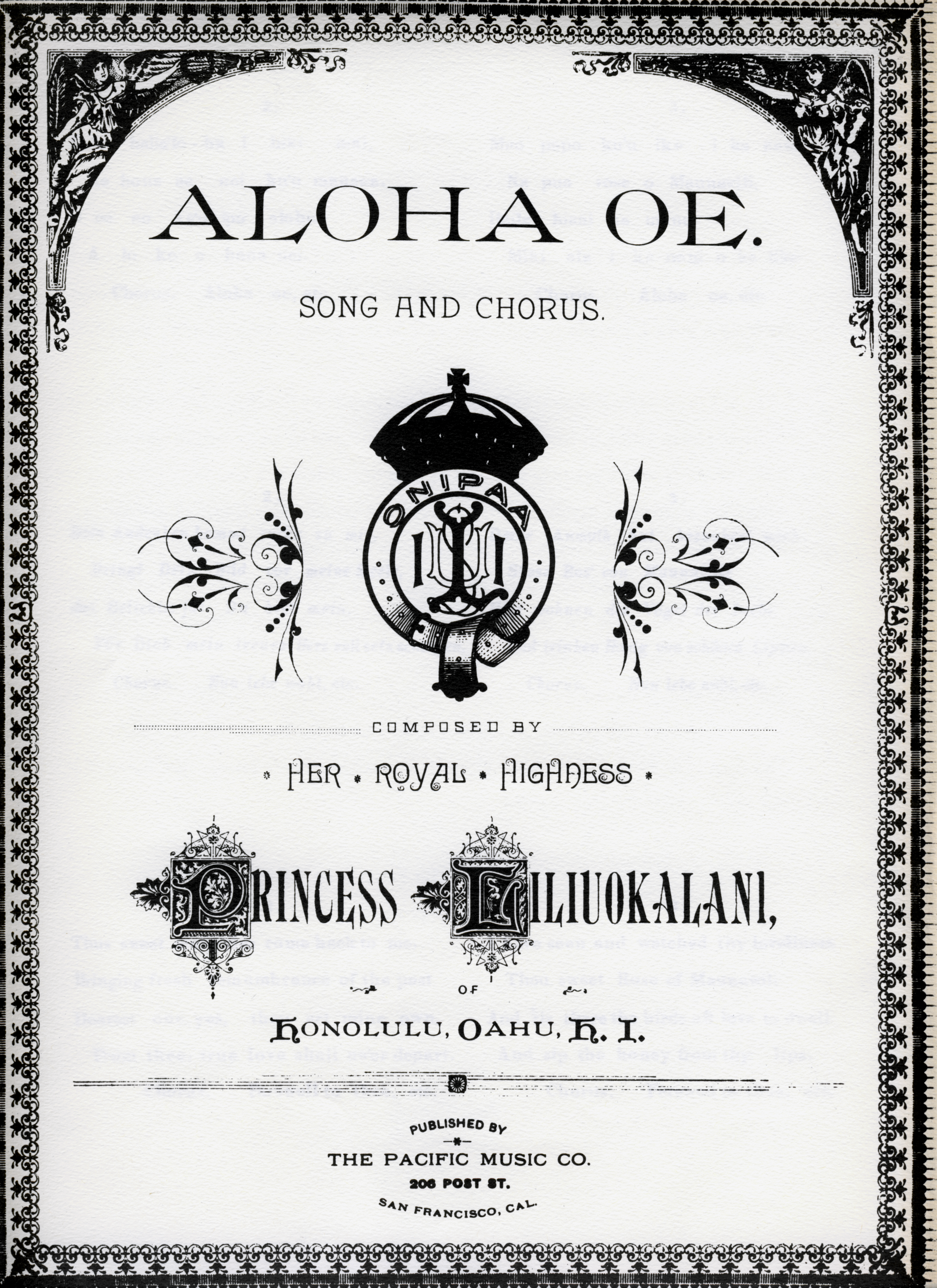
Capa de "Aloha ʻOe", 1890

"Aloha ʻOe" (em português: Adeus a ti) é uma canção folclórica havaiana muito famosa, sendo um dos mais conhecidos leitmotivs compostos pela rainha Liliʻuokalani. 

## História e inspiração
A canção foi inspirada numa viagem a cavalo que Liliʻuokalani fez em 1877, na ilha de Oʻahu. Depois de visitar a fazenda Boyd em Maunawili, ela testemunhou uma despedida e um abraço entre o coronel James Harbottle Boyd e uma das moças da fazenda. A melodia a veio na volta para casa e compôs as palavras uma vez que ela retornou a Washington Place. A melodia do refrão é semelhante ao refrão da canção de George Frederick Root "There's Music In The Air" (em português: Há música no ar), composta em 1854, 23 anos antes. Foi cantada também por Elvis Presley e Xuxa.

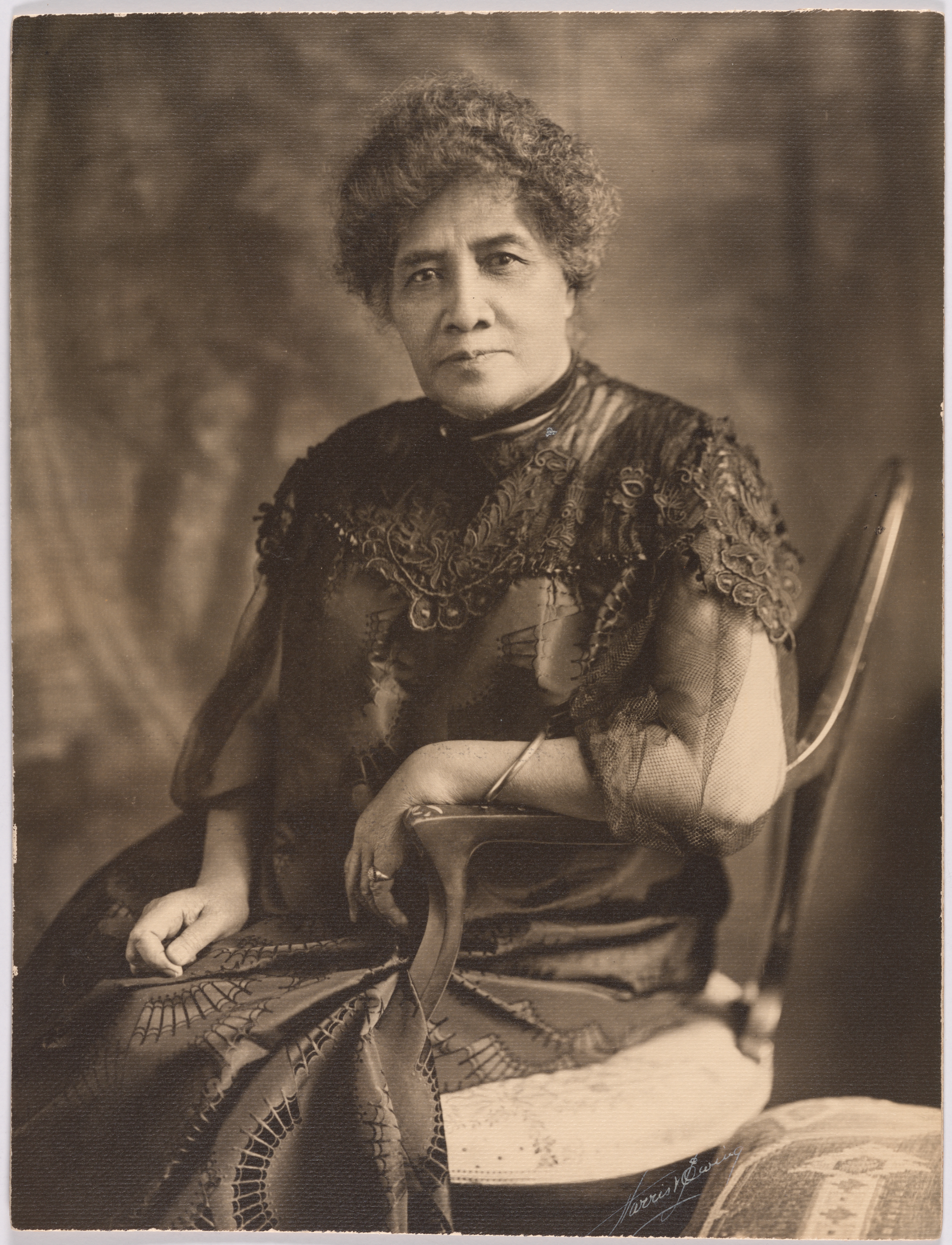
Rainha Liliuokalani em 1908

## Letra
| Haaheo ka ua i nā pali            | Com orgulho a chuva varreu-se junto à falésia     |  |
| Ke nihi aʻela i ka nahele         | À medida que deslizava por entre as árvores       |  |
| E hahai (uhai) ana paha i ka liko | Ainda seguindo sempre o botão                     |  |
| Pua ʻāhihi lehua o uka            | O ʻāhihi lehua do vale                            |  |
|                                   |                                                   |  |
| Hui:                              | Refrão:                                           |  |
| Aloha ʻoe, aloha ʻoe              | Adeus a ti, adeus a ti                            |  |
| E ke onaona noho i ka lipo        | encantador que habita nos caramanchões sombreados |  |
| One fond embrace,                 | Um abraço amoroso,                                |  |
| A hoʻi aʻe au                     | Antes que eu parte                                |  |
| Until we meet again               | Até nos encontrarmos novamente                    |  |
|                                   |                                                   |  |
| ʻO ka haliʻa aloha i hiki mai     | Doces memórias voltam para mim                    |  |
| Ke hone aʻe nei i                 | Trazendo lembranças frescas                       |  |
| Kuʻu manawa                       | Do passado                                        |  |
| ʻO ʻoe nō kaʻu ipo aloha          | Meu querido, sim, você é meu                      |  |
| A loko e hana nei                 | De você, o verdadeiro amor jamais se apartará     |  |
| Hui                               | Refrão                                            |  |
| Maopopo kuʻu ʻike i ka nani       | Eu vi e assisti a sua beleza                      |  |
| Nā pua rose o Maunawili           | O doce rosa de Maunawili                          |  |
| I laila hiaʻia nā manu            | Aqui habitam as aves do amor                      |  |
| Mikiʻala i ka nani o ka lipo      | E eu saboreio o mel dos seus lábios               |  |
| Hui                               | Refrão                                            |  |

- Versão do refrão por Xuxa[3]

Aloha oe, aloha oe
O sol já foi dormir
É hora de partir
Um grande beijo no coração
Até a próxima vez